# Kidinnu
Kidinnu, zwany również, wg Wettiusza Walensa Kidynas, wg Strabona Kidenas, wg Pliniusza Starszego Cidenas (zm. prawdopodobnie 14 sierpnia 330 r. p.n.e w Babilonie) – mezopotamski astronom i matematyk, który odkrył precesję punktów równonocy oraz powolną rotację osi obrotu Ziemi. Kierując astronomiczną szkołą w Sippar, Kidinnu był prawdopodobnie odpowiedzialny za wprowadzenie w 383 p.n.e. cyklu Metona do kalendarza babilońskiego. W systemie tym każdy rok ma 12 miesięcy księżycowych, a 7 dodatkowych miesięcy wstawiono w pewnych odstępach czasu 19-letniego okresu. Cykl ten został przyjęty przez Żydów i używany jest w ich kalendarzu również obecnie; występował również w kalendarzu chińskim. Kidinnu opracował również bardziej wyrafinowany system (nazywany systemem „B”) używanym przez Babilończyków do dokładniejszego opisywania ruchu Słońca i planet. System ten wykorzystał stale wzrastające i malejące wartości położenia planet, nazywane czasami funkcją zygzakową. Obliczenia Kidinnu dotyczące długości miesiąca synodycznego (czasu od nowiu do nowiu) dały wartość 29,530614 dni, różniącą się o mniej niż 1 s od wartości przyjmowanej obecnie.
Imię Kidinnu pojawia się na opracowanych przez niego tablicach obliczeniowych. Wspominają o nim też Pliniusz Starszy w Historii naturalnej oraz Strabon w Geografii. Jego imieniem nazwano jeden z kraterów na niewidocznej stronie Księżyca.